# Diadenis Luna
Diadenis Luna Castellano (* 11. September 1975 in Santiago de Cuba) ist eine ehemalige kubanische Judoka. Sie gewann 1996 eine olympische Bronzemedaille und war 1995 Weltmeisterin.

## Sportliche Karriere
Die 1,71 m große Diadenis Luna kämpfte im Halbschwergewicht. In dieser Gewichtsklasse war sie von 1993 bis 1996 und noch einmal 1999 kubanische Meisterin. Bereits bei den Weltmeisterschaften 1993 belegte sie den siebten Platz. 1995 gewann sie den Titel bei den Panamerikanischen Spielen durch einen Finalsieg über Francis Gómez aus Venezuela. Im Finale der Universiade in Fukuoka unterlag sie der Japanerin Saki Yoshida. Bei den Weltmeisterschaften in Chiba besiegte sie im Halbfinale die Britin Kate Howey und im Finale die Belgierin Ulla Werbrouck. Im Jahr darauf bei den Olympischen Spielen in Atlanta unterlag sie in ihrem ersten Kampf der Französin Estha Essombe, mit vier Siegen in der Hoffnungsrunde erkämpfte sich Luna eine Bronzemedaille. 
1997 gewann Luna die Panamerikanischen Meisterschaften. Bei den Weltmeisterschaften in Paris unterlag sie im Finale der Japanerin Noriko Anno. 1998 gewann sie erneut den Titel bei den Panamerikanischen Meisterschaften und 1999 siegte sie zum zweiten Mal bei den Panamerikanischen Spielen. Bei den Weltmeisterschaften 1999 in Birmingham unterlag sie im Achtelfinale der Französin Céline Lebrun, kämpfte sich aber mit vier Siegen in der Hoffnungsrunde zur Bronzemedaille durch. In ihrem letzten großen Turnier erreichte sie bei den Olympischen Spielen 2000 in Sydney das Halbfinale. Nach Niederlagen gegen Céline Lebrun und gegen die Italienerin Emanuela Pierantozzi belegte Diadenis Luna den fünften Platz.